# Romanschulzia guatemalensis
Romanschulzia guatemalensis är en korsblommig växtart som först beskrevs av Paul Carpenter Standley, och fick sitt nu gällande namn av Reed Clark Rollins. Romanschulzia guatemalensis ingår i släktet Romanschulzia och familjen korsblommiga växter. Inga underarter finns listade i Catalogue of Life.